# República de Koritza
La república de Koritza fou un règim que va existir a Korçë, Albània, el 1917.
El desembre i gener de 1915 els austrohongaresos (i aliats búlgars) van ocupar el nord i centre del país i el juny de 1916 els aliats van ocupar la resta amb els italians que ja eren a Vlorë i els francesos que es van dirigir a Koritza on es van establir el 29 de novembre de 1916. El 16 de desembre de 1916 es creava la província autònoma de Koritza sota administració militar, amb Themistokli Gërmenji com a encarregat del poder executiu (amb 12 membres) amb nominal títol de "cap de la policia". La bandera d'aquesta regió fou la clàssica vermella amb àliga de dos caps amb corbata amb els colors francesos.
El 3 de gener de 1917 Àustria -Hongria declarava el seu protectorat sobre tota Albània. Itàlia va decidir establir un govern republicà albanès (també de tota Albània teòricament) amb seu a Vlorë i va proclamar la república independent el 3 de juny de 1917 sobre la qual va establir el protectorat, al·legant com a precedent l'autonomia establerta per França a Koritza. Això no tenia el suport de la població ni el consens dels aliats, i va molestar especialment als francesos que controlaven la zona d'Ersek i Koritza però no n'havien declarat ni la independència ni el protectorat; com a gest polític la seva zona d'ocupació fou anomenada llavors República de Koritza, i amb aquest nom es van emetre segells de correus o bitllets de banc. França però volia bones relacions amb Grècia i Itàlia, els seus aliats a la guerra, i va desautoritzar les actuacions del govern de Koritza. Themistokli Gërmenji fou acusat de col·laborar amb els búlgars i austrohongaresos contra els francesos i fou jutjat sumàriament per un consell de guerra de l'Exèrcit de l'est sota el general Sarrail, i executat el 9 de novembre de 1917. La "república", que mai va passar realment de província autònoma, fou de fet dissolta el setembre de 1917, després de l'acord entre les Potències, encara que França continuà ocupant la regió i Koritza es va mantenir com una mena de província autònoma però amb rang de territori sota autoritat del governador delegat francès; el consell administratiu establert el març de 1917, Qani Dishnica, va seguir en funcions fins al 16 de febrer de 1918, quan aquesta situació va ser formalment suprimida. En endavant el territori va estar únicament sota administració del governador delegat francès i el consell administratiu va passar a ser merament consultiu.